# Solenopsis tertialis
Solenopsis tertialis é uma espécie de formiga do gênero Solenopsis, pertencente à subfamília Myrmicinae.